# Estación de Marengo-SNCF
La estación de Marengo-SNCF pertenece a la línea A del metro de Toulouse. Tiene conexión directa mediante un pasillo subterráneo con la principal estación de ferrocarriles de la ciudad, Toulouse-Matabiau.
Dispone en superficie de una pequeña estación de autobuses.

## Situación
La estación se encuentra bajo la mediateca José-Cabanis, en el límite de los barrios de Matabiau y Marengo. Está conectada a la estación ferroviaria de Toulouse-Matabiau mediante un pasillo subterráneo, que tiene acceso directo a los andenes y finaliza en el edificio de viajeros de Matabiau.

## Descripción

### La estación de metro

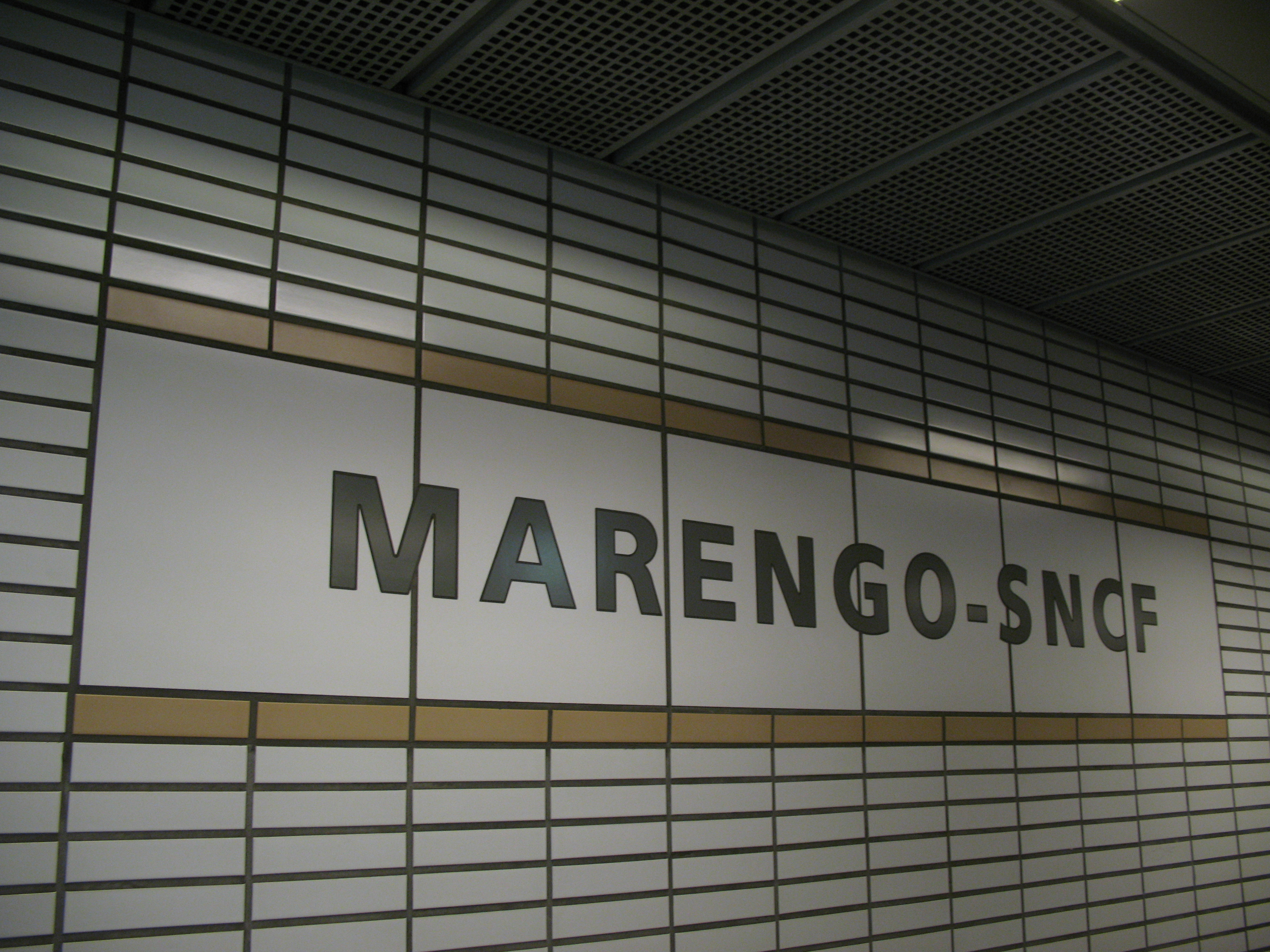
Nombre en la pared de la propia estación.

La estación de metro, construida en la primera fase de la línea A, está equipada de dos andenes en alineación recta, con 8 puertas de andén en cada uno. Puede acoger ramas VAL de dos coches, con 26 metros de longitud.
La estación se compone de un vestíbulo subterráneo, en el cual se encuentran el pasillo de acceso a la estación ferroviaria y el acceso a los andenes de metro. En el vestíbulo coexisten los paneles de información y la venta de billetes de Tisséo, dedicados al metro, con los de SNCF, dedicados al tráfico ferroviario.

### La estación de autobuses
La estación de autobuses se dedica a las líneas municipales y metropolitanas. Dispone de 4 dársenas al aire libre protegidas por una marquesina. Está construida en consonancia con la mediateca José-Cabanis, ocupando parte de su planta baja.
Es el origen de alguna de las principales líneas de la ciudad y de las líneas nocturnas.

## Arquitectura
Como todas las estaciones del metro de Toulouse, dispone de una obra de arte realizada expresamente para la estación. En este caso la obra, de Bernard Gerboud, se compone de cuatro volúmenes luminosos de colores blanco, azul, rosa y azul marino, evocando el cielo de Toulouse y su luz natural.